# Phát ngôn thù hận

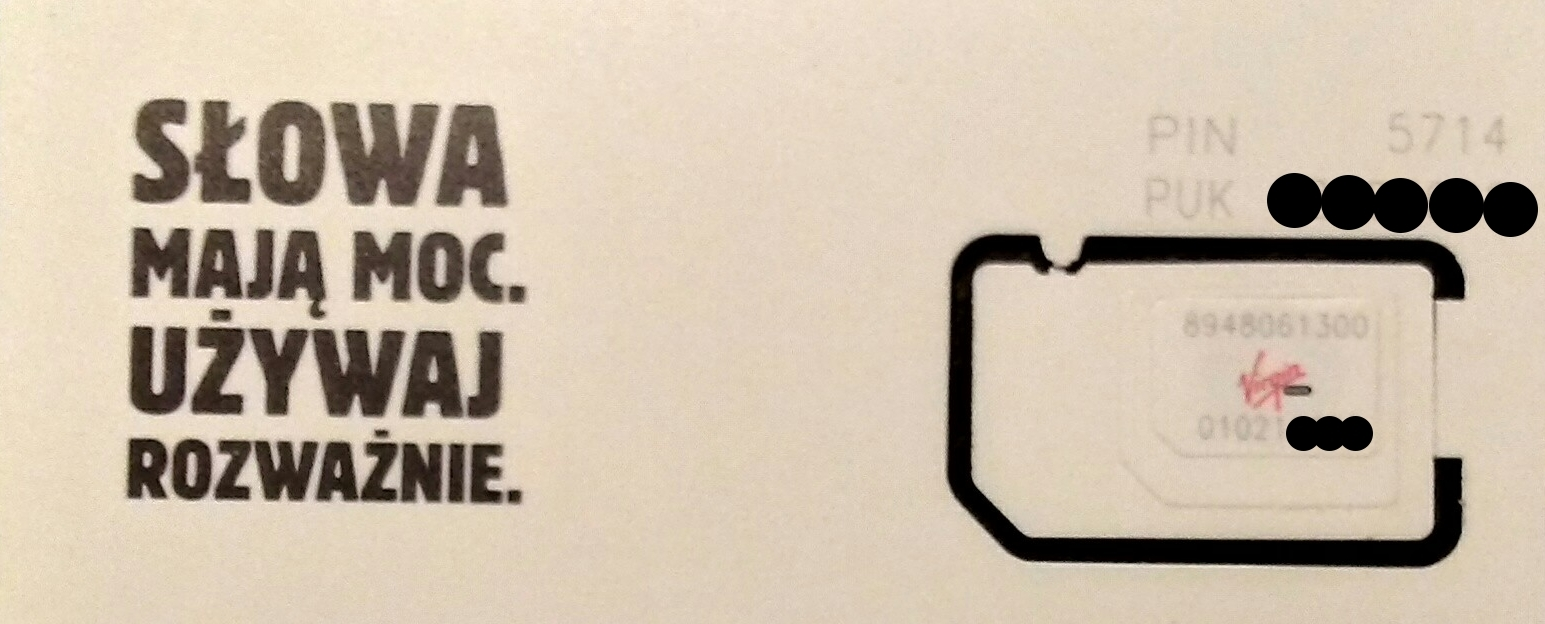
Thẻ SIM ở Ba Lan với khẩu hiệu của chiến dịch chống lời nói căm thù "Lời nói có sức mạnh, hãy sử dụng chúng một cách khôn ngoan"

Phát ngôn thù hận là một tuyên bố nhằm hạ thấp và đối xử hung bạo người khác, hoặc sử dụng ngôn ngữ hoặc cử chỉ độc ác và xúc phạm trên cơ sở thành viên thực sự hoặc bị cáo buộc trong một nhóm xã hội. Phát ngôn thù hận là lời nói tấn công một người hoặc một nhóm trên cơ sở các thuộc tính được bảo vệ như chủng tộc, tôn giáo, nguồn gốc dân tộc, nguồn gốc quốc gia, giới tính, khuyết tật, khuynh hướng tình dục hoặc bản sắc giới tính, chủng tộc, tôn giáo, nguồn gốc dân tộc, nguồn gốc quốc gia, sex, khuyết tật, khuynh hướng tình dục hoặc bản sắc giới tính. Luật pháp của một số quốc gia mô tả ngôn từ kích động thù địch là lời nói, cử chỉ, hành vi, viết hoặc hiển thị kích động bạo lực hoặc hành động mang tính định kiến đối với một nhóm hoặc cá nhân trên cơ sở thành viên của họ trong nhóm, hoặc chê bai hoặc đe dọa một nhóm hoặc cá nhân cơ sở thành viên của họ trong nhóm. Luật pháp có thể xác định một nhóm dựa trên các đặc điểm nhất định. Ở một số quốc gia, ngôn từ kích động thù địch không phải là một thuật ngữ hợp pháp. Ngoài ra, ở một số quốc gia, bao gồm cả Hoa Kỳ, ngôn từ kích động thù địch được bảo vệ theo hiến pháp.
Ở một số quốc gia, nạn nhân của ngôn từ kích động thù địch có thể tìm cách khắc phục theo luật dân sự, luật hình sự hoặc cả hai. Một trang web có chứa lời nói ghét (lời nói ghét trực tuyến) có thể được gọi là trang web ghét. Nhiều trang trong số này chứa các diễn đàn Internet và bản tóm tắt tin tức nhấn mạnh một quan điểm cụ thể.
Đã có nhiều tranh luận về quyền tự do ngôn luận, ngôn từ kích động thù địch và luật cấm ngôn luận.